# أوليفر كالان
أوليفر كالان (بالإنجليزية: Oliver Callan)‏ هو صحفي أيرلندي، ولد في 27 ديسمبر 1980 في Inniskeen ‏ في جمهورية أيرلندا.

## وصلات خارجية
- الموقع الرسمي